# Лысая Гора (Мордовия)
Лысая Гора — село в Ельниковском районе Мордовии России. Входит в состав Новодевиченского сельского поселения.

## История
Основано после отмены крепостного права. В «Списке населённых мест Пензенской губернии за 1894» Лысая Гора деревня из 69 дворов Краснослободского уезда.

## Население
| 2002 | 2010 |
| ---- | ---- |
| 21   | ↘6   |

Национальный состав
Согласно результатам Всероссийской переписи населения 2002 года, в национальной структуре населения русские составляли 90 %.